# Malajzia az 1984. évi nyári olimpiai játékokon
Malajzia az egyesült államokbeli Los Angelesben megrendezett 1984. évi nyári olimpiai játékok egyik részt vevő nemzete volt. Az országot az olimpián 5 sportágban 21 sportoló képviselte, akik érmet nem szereztek.

## Atlétika
Férfi
| Versenyző           | Versenyszám | Előfutam | Előfutam | Előfutam | Negyeddöntő | Negyeddöntő | Negyeddöntő | Elődöntő | Elődöntő | Elődöntő | Döntő   | Döntő    |
| Versenyző           | Versenyszám | Idő      | Hely.    | Össz.    | Idő         | Hely.       | Össz.       | Idő      | Hely.    | Össz.    | Idő     | Helyezés |
| ------------------- | ----------- | -------- | -------- | -------- | ----------- | ----------- | ----------- | -------- | -------- | -------- | ------- | -------- |
| Nordin Mohamed Jadi | 200 m       | 21,88    | 5.       | 53.*     | kiesett     | kiesett     | kiesett     | kiesett  | kiesett  | kiesett  | kiesett | kiesett  |
| Nordin Mohamed Jadi | 400 m       | 47,12    | 5.       | 43.      | kiesett     | kiesett     | kiesett     | kiesett  | kiesett  | kiesett  | kiesett | kiesett  |
| Batulamai Rajakumar | 800 m       | 1:48,19  | 5.       | 37.      | kiesett     | kiesett     | kiesett     | kiesett  | kiesett  | kiesett  | kiesett | kiesett  |
| Batulamai Rajakumar | 1500 m      | 3:55,19  | 7.       | 42.      |             |             |             | kiesett  | kiesett  | kiesett  | kiesett | kiesett  |

* - egy másik versenyzővel azonos eredményt ért el

## Gyeplabda

### Férfi
| Malajziai férfi gyeplabdacsapat-játékoskeret | Malajziai férfi gyeplabdacsapat-játékoskeret |
| --- | --- |
| - Ahmed Fadzil - Yahya Atan - Foo Keat Seong - Sukhvinderjeet Singh Kulwant - Michael Chew - Sarjit Singh Kyndan - Stephen Van Huizen - Jagjit Singh Chet | - Soon Mustafa bin Karim - Kevin Nunis - Ow Soon Kooi - Tam Chew Seng - Shurentheran Murugesan - Poon Fook Loke - Colin Santa Maria - Zulkifli Abbas |

#### Eredmények
Csoportkör
A csoport
| Csapat                 | M | Gy | D | V | G+ | G– | Gk  | P  |
| ---------------------- | - | -- | - | - | -- | -- | --- | -- |
| Ausztrália (AUS)       | 5 | 5  | 0 | 0 | 17 | 4  | +13 | 10 |
| NSZK (FRG)             | 5 | 3  | 1 | 1 | 12 | 4  | +8  | 7  |
| India (IND)            | 5 | 3  | 1 | 1 | 14 | 9  | +5  | 7  |
| Spanyolország (ESP)    | 5 | 2  | 0 | 3 | 11 | 12 | –1  | 4  |
| Malajzia (MAS)         | 5 | 1  | 0 | 4 | 6  | 17 | –11 | 2  |
| Egyesült Államok (USA) | 5 | 0  | 0 | 5 | 4  | 18 | –14 | 0  |

| 1984. július 29. 13:45 | Ausztrália (AUS) | 5–0 | Malajzia (MAS) |  |
| 1984. július 29. 13:45 | (1–0)            |     |                |  |

| 1984. július 31. 16:15 | India (IND) | 3–1 | Malajzia (MAS) |  |
| 1984. július 31. 16:15 | (1–1)       |     |                |  |

| 1984. augusztus 2. 10:15 | Malajzia (MAS) | 4–1 | Egyesült Államok (USA) |  |
| 1984. augusztus 2. 10:15 | (2–1)          |     |                        |  |

| 1984. augusztus 4. 8:30 | NSZK (FRG) | 5–0 | Malajzia (MAS) |  |
| 1984. augusztus 4. 8:30 | (2–0)      |     |                |  |

| 1984. augusztus 6. 10:15 | Spanyolország (ESP) | 3–1 | Malajzia (MAS) |  |
| 1984. augusztus 6. 10:15 | (2–1)               |     |                |  |

A 9–12. helyért
| 1984. augusztus 8. 19:00 | Kanada (CAN) | 1–0 | Malajzia (MAS) |  |
| 1984. augusztus 8. 19:00 | (0–0)        |     |                |  |

A 11. helyért
| 1984. augusztus 10. 8:00 | Malajzia (MAS) | 3–3 (h. u.) | Egyesült Államok (USA) |  |
| 1984. augusztus 10. 8:00 | (1–0, 3–3)     |             |                        |  |
| 1984. augusztus 10. 8:00 | Büntetőpárbaj: |             |                        |  |
| 1984. augusztus 10. 8:00 | 9–8            |             |                        |  |

| Csapat         | Helyezés |
| -------------- | -------- |
| Malajzia (MAS) | 11.      |

## Kerékpározás

### Pálya-kerékpározás
Sprintverseny
| Versenyző   | Versenyszám  | 1. forduló                                        | 1. forduló | Vigaszág                                           | Vigaszág | Döntő                  | Döntő | 2. forduló                    | 2. forduló | Vigaszág                 | Vigaszág | Nyolcaddöntő           | Nyolcaddöntő | Vigaszág               | Vigaszág | Döntő                | Döntő   | Negyeddöntő          | 5–8. helyért           | 5–8. helyért | Elődöntő             | Döntő                | Helyezés |
| Versenyző   | Versenyszám  | Ellenfelek Győztes idő                            | Hely       | Ellenfelek Győztes idő                             | Hely     | Ellenfelek Győztes idő | Hely  | Ellenfél Győztes idő          | Hely       | Ellenfél Győztes idő     | Hely     | Ellenfelek Győztes idő | Hely         | Ellenfelek Győztes idő | Hely     | Ellenfél Győztes idő | Hely    | Ellenfél Győztes idő | Ellenfelek Győztes idő | Hely         | Ellenfél Győztes idő | Ellenfél Győztes idő | Helyezés |
| ----------- | ------------ | ------------------------------------------------- | ---------- | -------------------------------------------------- | -------- | ---------------------- | ----- | ----------------------------- | ---------- | ------------------------ | -------- | ---------------------- | ------------ | ---------------------- | -------- | -------------------- | ------- | -------------------- | ---------------------- | ------------ | -------------------- | -------------------- | -------- |
| Rosman Alwi | Férfi egyéni | Fredy Schmidtke (FRG) · Frank Orban (BEL) · 11,80 | 3.         | Max Rainsford (AUS) · Rodolfo Guaves (PHI) · 11,58 | 1.       |                        |       | Philippe Vernet (FRA) · 10,94 | 2.         | Mark Barry (GBR) · 11,64 | 2.       | kiesett                | kiesett      | kiesett                | kiesett  | kiesett              | kiesett | kiesett              | kiesett                | kiesett      | kiesett              | kiesett              | kiesett  |

Időfutam
| Név         | Versenyszám  | Idő     | Helyezés |
| ----------- | ------------ | ------- | -------- |
| Rosman Alwi | Férfi egyéni | 1:11,03 | 20.      |

## Sportlövészet
Férfi
| Versenyző               | Versenyszám    | Pont | Helyezés |
| ----------------------- | -------------- | ---- | -------- |
| Sabiahmad Abdullah Ahad | Szabadpisztoly | 537  | 35.      |

## Úszás
Női
| Versenyző  | Versenyszám  | Előfutam | Előfutam | Előfutam | Döntő   | Döntő   | Döntő   | Helyezés |
| Versenyző  | Versenyszám  | Idő      | Hely.    | Össz.    | Típus   | Idő     | Hely.   | Helyezés |
| ---------- | ------------ | -------- | -------- | -------- | ------- | ------- | ------- | -------- |
| Helen Chow | 100 m gyors  | 1:02,53  | 7.       | 13.      | kiesett | kiesett | kiesett | kiesett  |
| Helen Chow | 100 m hát    | 1:11,30  | 8.       | 31.      | kiesett | kiesett | kiesett | kiesett  |
| Helen Chow | 100 m mell   | 1:18,99  | 8.       | 28.      | kiesett | kiesett | kiesett | kiesett  |
| Helen Chow | 200 m vegyes | 2:29,25  | 5.       | 22.      | kiesett | kiesett | kiesett | kiesett  |